# 필문이선제부조묘
필문이선제부조묘(畢門李先齊不조廟)는 광주광역시 광산구 연산동에 있는, 조선초의 이선제(李先齊,1389~1454)를 모신 사당이다. 1990년 11월 15일 광주광역시의 민속문화재 제7호로 지정되었다.

## 개요
조선초의 이선제(李先齊,1389~1454)를 모신 사당이다. 부조묘(不祖廟)는 나라에 특별한 공훈을 세운 사람을 기려 그 신주(神主)를 영원히 모시도록 건립한 사당을 말한다. 원래 포충사 뒤쪽에 있던 것을 이곳으로 옮겨왔다.
이선제는 권근(權近)에게 학문을 익혀 벼슬길에 올라 여러 관직을 역임하였고,「태종실록(太宗實錄)」과「고려사(高麗史)」의 편찬에도 참여하였다. 고향에 돌아와 후진 양성과 함께 향약(鄕約)을 시행하여 향촌풍속을 순화하였다. 뒷산 언덕에 필문의 묘와 묘비가 있으며, 마을입구 도로변에 그의 신도비(神道碑)가있다. 마을 앞에는 필문이 심었다고 하는 600년쯤된 왕버들이 있다.

## 참고 자료
- 필문이선제부조묘 - 국가유산청 국가유산포털